# Arantza Mendizábal
Arantza Mendizábal Gorostiaga (Mundaca, Vizcaya, 22 de febrero de 1950) es una política española, doctora en Economía y catedrática de Ciencias Económicas y Empresariales de la UPV/EHU. Militante histórica del socialismo vasco, inicialmente estuvo afiliada a Euskadiko Ezkerra y posteriormente al Partido Socialista de Euskadi tras la fusión de ambos partidos en 1993. Ha sido diputada por Vizcaya y Álava en el Congreso de Diputados en las legislaturas IV, V, VI, VII, VIII y IX (1989-2008). En mayo de 2008 se incorporó a la empresa privada como consejera de Red Eléctrica de España hasta 2012. En la actualidad es Directora del Centro de Documentación Europea de la Universidad del País Vasco en Bilbao.

## Biografía
Llegó al Congreso de Diputados el 20 de febrero de 1991 en sustitución de Jon Larrinaga Apraiz como diputada de Euskadiko Ezkerra. En 1993 pasó a formar parte del Grupo Socialista del Congreso tras la fusión de su partido con el Partido Socialista de Euskadi y su voto permitió que el Grupo Socialista del Congreso tuviera la mayoría absoluta real.
Como diputada trabajó en diferentes comisiones, especialmente en Economía y Hacienda. En 2004 asumió la Portavocía en la Comisión de Industria, Turismo y Comercio centrando su trabajo en política energética. En mayo de 2008 dejó su escaño para incorporarse a la empresa privada como consejera de Red Eléctrica. 
 Fue destituida en marzo de 2012 con la llegada de José Folgado a la presidencia de Red Eléctrica.

### Trayectoria política
Militaba en Euskadiko Ezquerra que en 1993 se fusionó con el Partido Socialista de Euskadi. En marzo de 2002 ocupó una de las Secretarías Ejecutivas en la Comisión Ejecutiva del PSE-EE, liderada por Patxi López. y revalidada en 2005 En marzo de 2008 fue la número dos de la lista por Vizcaya del PSE tras Eduardo Madina. Mendizábal hizo de puente entre la dirección vasca y Madrid para tratar diferentes cuestiones relacionadas con temas industriales. .

### Trayectoria académica
Ha sido profesora e investigadora en materia de política industrial y tecnológica. 
Ocupó el puesto de Rectora en funciones de la Universidad del País Vasco (UPV-EHU) en (1985) y fue profesora visiting fellow en St. Anthony's College (Oxford).
En la actualidad es Catedrática de Economía Aplicada en la Facultad de Ciencias Económicas y Directora del Centro de Documentación Europea de la Universidad del País Vasco.